# 薩布羅沙 (阿肯色州)
薩布羅沙（英語：Sub Rosa）是位於美國阿肯色州富蘭克林縣的一個鬼鎮。

## 地理
薩布羅沙所處的海拔為高於海平面199米（即653英呎），而該地所採用的時區為UTC-6，即北美中部時區（CST）。同時該地設有夏令時間，為UTC-6調快一小時，即UTC-5（CDT）。